# 藤田茂 (陸軍軍人)
藤田 茂（ふじた しげる、1889年（明治22年）9月17日 - 1980年（昭和55年）4月11日）は、日本の陸軍軍人。最終階級は陸軍中将。

## 略歴
広島県出身。陸軍大尉であった父の息子として生まれる。広島陸軍地方幼年学校、中央幼年学校を経て、1911年（明治44年）5月、陸軍士官学校（23期）を卒業。同年12月、騎兵少尉に任官し騎兵第17連隊付となる。
1921年（大正10年）4月、騎兵第24連隊中隊長に就任。陸軍騎兵学校教官、騎兵第13連隊付、同連隊中隊長、騎兵第1旅団副官を務め、1928年（昭和3年）8月、騎兵少佐に昇進。1928年（昭和3年）9月、騎兵学校教導隊付となり、同校副官、騎兵集団副官、騎兵第20連隊留守隊長を務め、1935年（昭和10年）3月、騎兵大佐に昇進した。
1935年8月、皇族付武官（載仁親王付）となり、1938年（昭和13年）7月、騎兵第28連隊長に発令され日中戦争に出征。1940年（昭和15年）3月、騎兵第15連隊長に転じ南京周辺の警備を担った。1941年（昭和16年）7月、騎兵第2旅団長に就任し、同年10月、陸軍少将に進級した。同年12月、浦和連隊区司令官に転じて帰国。1944年（昭和19年）3月、日本陸軍最後の乗馬騎兵である騎兵第4旅団長に発令され帰徳に駐屯。1945年（昭和20年）3月、陸軍中将に進み第59師団長に親補され咸興で終戦を迎えた。
その後、シベリア抑留となる。1948年（昭和23年）1月31日、公職追放仮指定を受けた。1950年（昭和25年）7月、撫順戦犯管理所に移され、1956年（昭和31年）6月、禁錮18年の有罪判決を受けた。1957年（昭和32年）9月に釈放され、1958年（昭和33年）4月、舞鶴に上陸した。
1960年（昭和35年）10月から死去するまで中国帰還者連絡会会長を務めた。